# Per Gade
Per Gade (Nibe, 24 augustus 1977) is een Deens voetballer die doorgaans als verdediger speelt. Hij komt uit voor AC Horsens. 
Gade speelde in zijn jeugd bij Nibe Boldklub. In 1999 vertrok hij naar Aalborg BK, maar mede door blessures werd hij daar geen vaste waarde. In 2000 ging hij naar FC Nordjylland. Toen die club failliet ging in de zomer van 2004 ging Gade voor AC Horsens spelen.

## Carrière
- 1982-1999: Nibe Boldklub (jeugd)
- 1999-2000: Aalborg BK
- 2000-2004: FC Nordjylland
- 2004-  nu : AC Horsens